# Stephen Garrett Henry
Stephen Garrett Henry (* 23. November 1894 in Melrose, Louisiana; † 5. Januar 1973) war ein US-amerikanischer Offizier, zuletzt Major General.

## Leben
Henry wurde auf der Melrose Plantation in Melrose, Louisiana geboren. Er wurde 1916 als Second Lieutenant der Infanterie in die Louisiana National Guard aufgenommen, um Dienst an der mexikanischen Grenze zu leisten. Nach seinem Abschluss an der Louisiana State University 1917 diente Henry im Ersten Weltkrieg bei den American Expeditionary Forces in Frankreich und Deutschland. Nach dem Krieg nahm Henry an verschiedenen Offiziersausbildungskursen der U.S. Army teil und setzte seine Studien am Massachusetts Institute of Technology fort. Bald danach organisierte er die Armored Force School in Fort Knox, Kentucky, deren Leitung er übernahm.
Im Zweiten Weltkrieg übernahm er im Februar 1943 den Befehl über die 20th Armored Division, bevor er im Oktober des gleichen Jahres zum Direktor der New Developments Division im War Department ernannt wurde. Als solcher übernahm er auch die Leitung des Ende 1943 gebildeten US-amerikanischen Crossbow-Komitees. Von August 1944 bis Oktober 1945 war er Assistant Chief of Staff, G-1, zuständig für Personal, im Kriegsministerium, bevor er 1946 aus der Armee ausschied.
Anschließend arbeitete er auf Managerposten in der Ethyl Corporation (bis 1959), als Vorsitzender der Baton Rouge Chamber of Commerce und im Baton Rouge Freight and Transportation Bureau.